# Mali Lug
Mali Lug – wieś w Chorwacji, w żupanii primorsko-gorskiej, w mieście Čabar. W 2011 roku liczyła 79 mieszkańców.